# 梅日吉里亞 (圖爾卡區)
49°1′21″N 23°6′24″E / 49.02250°N 23.10667°E
梅日吉里亞（烏克蘭語：Межигір'я）是烏克蘭西部的村莊，隸屬利維夫州的桑比爾區。該村始建於1634年，面積1.4平方公里，海拔高度681米，2001年該村落人口349。